# Judoc de Dumnònia
Judoc, en francès Josse i Yuzeg en bretó (Dumnònia, ca. 600 - Saint-Josse-sur-Mer, Pas-de-Calais, França, 668) fou noble bretó, rei de Dumnònia que renuncià al tron i es va fer eremita. És venerat com a sant per diverses confessions cristianes.
El seu nom prové del llatí Judocus, que deriva del celta iud (combatent, cap, senyor). En francès, Josse està a l'origen dels noms derivats: Jocelí, Josselin, Joscelí, Jocelin, Jocelyn i similars (fins i tot Josquí i Jospí).

## Biografia

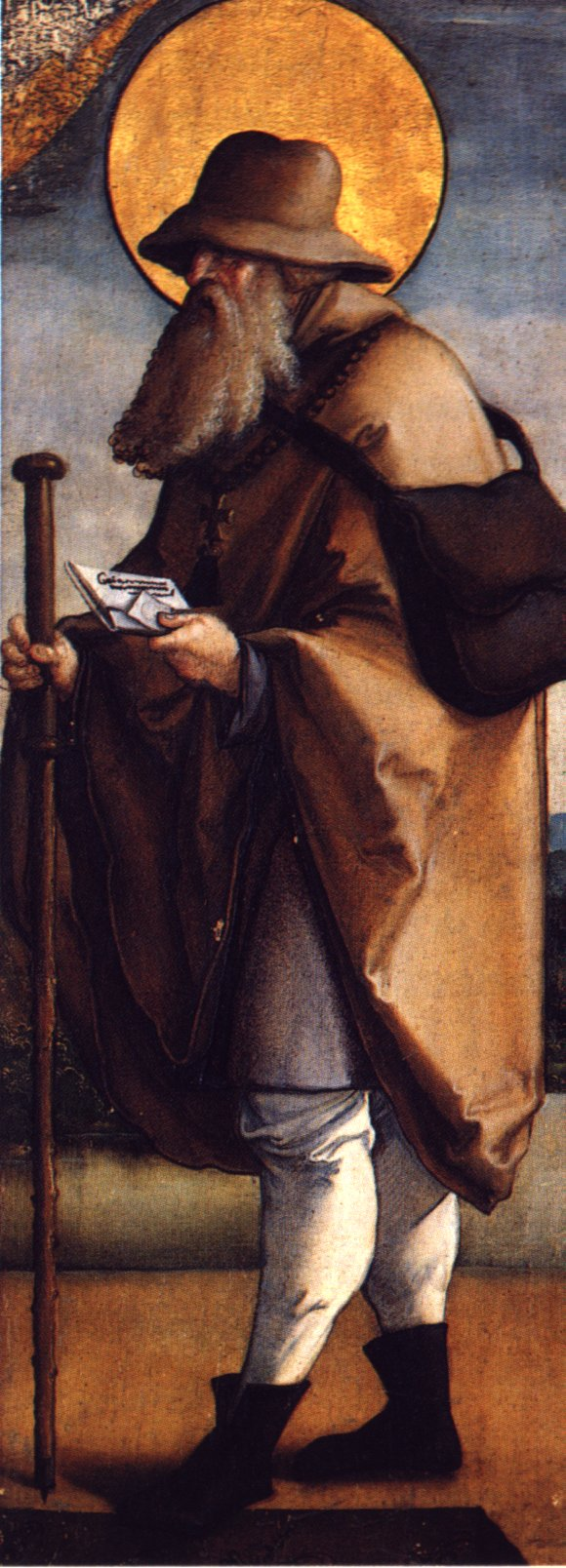
Pintura del Mestre de Messkirch, vers 1535-1540 (església de Saint-Martin de Messkirch) amb el sant com a pelegrí.

Quand Judael (Judhaël), rei de Domnònia va morir, el va succeir el seu fill gran Judicael, però per raons polítiques va cedir el tron al seu germà més jove, Judoc. Poc temps després, va renunciar al tron, preferint la vida religiosa (aquesta versió no és l'única i n'hi d'altres que presenten algunes variacions).
Judoc es va unir a un grup de pelegrins que anava a Roma. Fent camí, van arribar a la riba del riu Authie i foren acollits pel governador del Ponthieu, Aimó, qu retingué Judoc i el va fer capellà seu. Sempre a la recerca de la veritat religiosa, amb el permís d'Aimó, Judoc es va instal·lar a una ermita a la vora de l'Authie, i després a una a la vora del riu Canche.
Finalment Judoc va fundar una comunitat monàstica a una plana recoberta de boscos per la que corria el riu; llavors va poder seguir amb el seu projecte inicial i va fer el pelegrinatge a Roma. A la seva tornada Judoc no va abandonar aquest lloc fins que va acabar per establir-se a un turó dominant la mar, on hauria construït amb les seves pròpies mans dos oratoris dedicats a sant Pere i a sant Pau. Va morir allí vers 669, al lloc on després fou edificada l'abadia de Saint-Josse-sur-Mer (Pas de Calais). Les seves restes foren enterrades a l'oratori de la seva ermita.
Sant Judoc és el patró dels pelegrins, amb els atributs dels quals és sovint representat. La seva vida figura a un suplement del recull hagiogràfic de la Llegenda àuria, escrit per Dom Jean Mabillon (1632-1707), monjo erudit a l'abadia de Saint-Germain-des-Prés. La Vita Prima escrita al segle xi, descriu els diferents miracles produïts a cada etapa de la seva vida.